# Zalavas
Zalavas (in polacco Zułowo; in bielorusso Зулаў?, Zulaŭ) è un centro abitato del distretto di Švenčionys della contea di Vilnius, nell'est della Lituania al confine con la Bielorussia, la quale è possibile raggiungere uscendo dal centro abitato e superando il fiume Mera. Secondo un censimento del 2011, la popolazione ammonta a 140 abitanti.
L'insediamento è conosciuto soprattutto perché luogo di nascita del maresciallo Józef Piłsudski (1867-1935), divenuto nel corso della sua vita Capo di Stato della Seconda Repubblica di Polonia. Tra il 1920 e il 1922, Zalavas finì per rientrare nella Repubblica della Lituania Centrale e, più avanti, nella Polonia fino al 1939, quando tornò in mano alla Lituania.

## Storia

### Granducato di Lituania
Il nome più antico del villaggio di cui si ha notizia è Mieciany, mentre in un secondo momento, il nome variò in Zalavas (in polacco Zułów). Il villaggio venne menzionato per la prima volta alla fine del XVII secolo come feudo di Aleksander Wojna-Jasieniecki, un castellano di Navahrudak. Ceduto poi alla nobile famiglia degli Giedraičiai, nel XVIII secolo passò in mano agli Ogiński, di dinastia rjurikide, uno dei clan di magnati più influenti presenti sul territorio del Granducato di Lituania.

### Impero russo
All'inizio del XIX secolo, il villaggio fu ereditato dai Michałowski. Come parte della dote di Helena Michałowska, passò a suo marito, Antoni Billewicz, che poi lo lasciò a sua volta in eredità alla figlia Maria Billewiczówna. Nel 1863, dopo aver sposato Józef Wincenty Piłsudski, l'insediamento divenne proprietà della famiglia Piłsudski: fu lì che entrambi i suoi figli nacquero, ovvero Bronisław, il 2 novembre 1866, e Józef, il 5 dicembre 1867.
Nel luglio 1874, la tenuta locale andò a fuoco e la famiglia si trasferì a Vilnius. Poco dopo, questa dovette vendere la maggior parte delle loro proprietà in Lituania, inclusi Zalavas e altri diciannove piccoli agglomerati, per far fronte alle spese legali e alla cauzione fissata per Bronisław, accusato di essere coinvolto in un complotto per assassinare lo zar Alessandro III. Nel 1882 il villaggio finì acquistato da Michał Ogiński, erede della famiglia che aveva già posseduto Zalavas nel XVIII secolo. Tuttavia, poiché le politiche della russificazione delle antiche terre della Confederazione polacco-lituana vietavano ai polacchi di acquisire qualsiasi proprietà immobiliare, fu costretto a venderla a un mercante russo di Riga chiamato Klim. Quest'ultimo vendette il villaggio a un certo ufficiale imperiale di nome Kuronosov, il quale divise il paese in varie zone e rese accessibile ai commercianti di legname la maggior parte delle foreste fino al 1915, anno in cui dovette abbandonare l'area per via della prima guerra mondiale.

### Impero tedesco
L'Impero tedesco occupò l'area nel 1916 e la forte domanda di legname nel corso della Grande guerra fece sì che maggior parte delle foreste rimaste venissero abbattute.

### Seconda Repubblica di Polonia
Nel 1920 in seguito alla guerra polacco-lituana, l'area divenne parte dello stato fantoccio della Repubblica della Lituania Centrale. Nel 1922, dopo contestate elezioni, la Lituania Centrale fu annessa dalla Seconda Repubblica di Polonia, con Zalavas incorporata a livello amministrativo nel Voivodato di Wilno. Poiché quanto possedevano i Piłsudski era andato a un funzionario russo che l'aveva lasciata in stato di abbandono, si preferì nazionalizzare l'area e limitarla come estensione a 65 ettari. Inoltre, si procedette ad allestire una piccola base militare nelle vicinanze. Nel 1934 un'associazione di veterani della guerra polacco-sovietica comprò il sito dall'esercito e fu creato un comitato il cui scopo era quello di ricostruire la vecchia struttura del maresciallo Piłsudski. Questa andò riedificata e ufficialmente aperta al pubblico come museo il 10 ottobre 1937. Tuttavia, finì distrutto dall'Unione Sovietica poco dopo l'invasione della Polonia nel 1939. Una quercia e una lapide segnano ancora la posizione dell'antica residenza.

### Restituzione alla Lituania

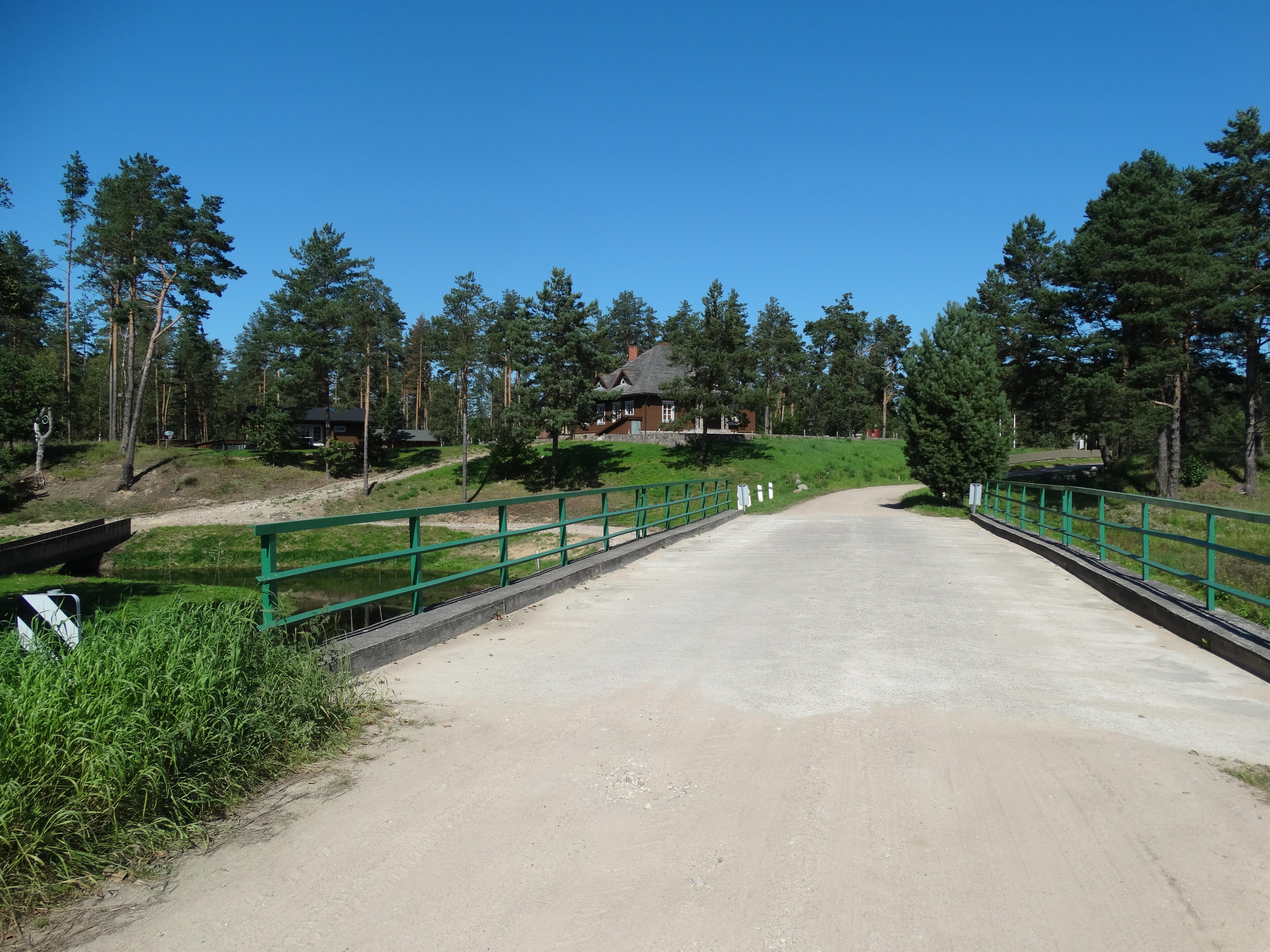
Il ponte sul fiume Mera a ridosso della Bielorussia

Ai sensi del trattato di mutua assistenza sovietico-lituano del 1939, Zalavas fu restituito alla Lituania.
Su iniziativa di due scultori lituani, nel 2017 è stata realizzata una lapide raffigurante sia Józef Piłsudski che il fratello Bronisław.